# Capricorn College
I Capricorn College sono stati un gruppo musicale italiano.

## Storia del gruppo
Nati per iniziativa di Mario Barigazzi, tastierista noto con lo pseudonimo Barimar nonché leader di un'orchestra, i Barimar's, attiva sin dagli anni cinquanta e sessanta (seppur con molti cambi di formazione), i Capricorn College nascono alla fine degli anni sessanta, ancora influenzati dalle sonorità del beat.
Ottenuto un contratto con la Bentler, pubblicano due 45 giri a metà tra il beat ed il pop melodico.
Con il passaggio alla Kansas, si avvicinano al rock progressivo, incidendo due album con molte parti strumentali; per la stessa etichetta incidono anche due 45 giri, di cui il primo, Donna/Gill, inedito su LP (Donna è la cover di Woman Is the Nigger of the World di John Lennon, tradotta da Domenico Serengay), ed un EP con altre 4 canzoni inedite.
Dopo un periodo di silenzio incidono, nel 1978 un ulteriore 45 giri, con sonorità vicine alla disco music; visti gli scarsi esiti commerciali, si sciolgono poco dopo.
Negli anni novanta i loro due album sono stati ristampati in CD.

## Formazione
- Pino Ferro: voce solista, chitarra
- Mario Barigazzi: tastiere
- Nino Costantino: chitarra, flauto, voce
- Oreste Ferro: basso, voce
- Adamo Biello: batteria
- Guerrino Allifranchini: sax, flauto (dal 1969 al 1973)
- Antonio Balsamo: sax, flauto (dal 1973 al 1978)

## Discografia

### 33 giri
- 1972: Orfeo 2000 (Kansas, LDM 17004)
- 1974: LP di primavera (Kansas, 5300 502)

### EP
- 1972: Oramai/Domani è festa/La città/Prayer (Kansas, K 507)

### 45 giri
- 1969: Capricorn college/Junius (Bentler, BE/NP 5060)
- 1971: Story/Mab, mystic woman (Bentler, BE/STR 8018)
- 1972: Donna/Gill (Kansas, dm 1158)
- 1974: Una donna come te/La vita (Kansas, 5100 407)
- 22 novembre 1978: Start Music/California (Ball Fire, LD 100)

### CD
- 1991: LP di primavera (Vinyl Magic, VM 026; ristampa dell'LP del 1974)
- 1994: Orfeo 2000 (Mellow Records, MMP 234; ristampa dell'LP del 1972)